# Осична (Вінницький район)
Оси́чна — село в Україні, в Оратівській селищній громаді Вінницького району Вінницької області. Розташоване на обох берегах річки Осичка (притока Роськи) за 9 км на північний схід від смт Оратів. Населення становить 534 особи (станом на 1 січня 2018 р.).

## Населення

### Мова
Розподіл населення за рідною мовою за даними перепису 2001 року:
| Мова       | Кількість | Відсоток |
| ---------- | --------- | -------- |
| українська | 702       | 99.29%   |
| румунська  | 3         | 0.42%    |
| російська  | 2         | 0.29%    |
| Усього     | 707       | 100%     |

## Історія
Перші згадки про село датуються XIII століттям.
Його жителі брали участь у повстанні гайдамаків 1768 року.
У XIX столітті село належало панам Бекерським.
На території села була дерев'яна церква, спалена церковними грабіжниками у 1928 році.
Під час проведеного радянською владою Голодомору 1932—1933 років померло щонайменше 300 жителів села.
24 липня 1941 року було окуповане німецькими військами. Відбите у ніч з 6 на 7 січня 1944 року частинами Червоної Армії першого Українського фронту.
Станом на 1962 рік у селі проживало 1026 осіб.
У 1971—1972 роках закінчилась радіофікація та електрифікація всього населеного пункту.
В 1993 році повністю завершено газифікацію населеного пункту.
12 червня 2020 року, відповідно розпорядження Кабінету Міністрів України № 707-р «Про визначення адміністративних центрів та затвердження територій територіальних громад Вінницької області», село увійшло до складу Оратівської селищної громади.
19 липня 2020 року, в результаті адміністративно-територіальної реформи та ліквідації Оратівського району, село увійшло до складу Вінницького району.

## Персоналії
У селі проживає мати-героїня Федорук (Кожух) Валентина Євсіївна.

## Пам'ятки
Поруч із селом в долині річки Осичка знаходиться Осичнянський гідрологічний заказник місцевого значення.

## Галерея

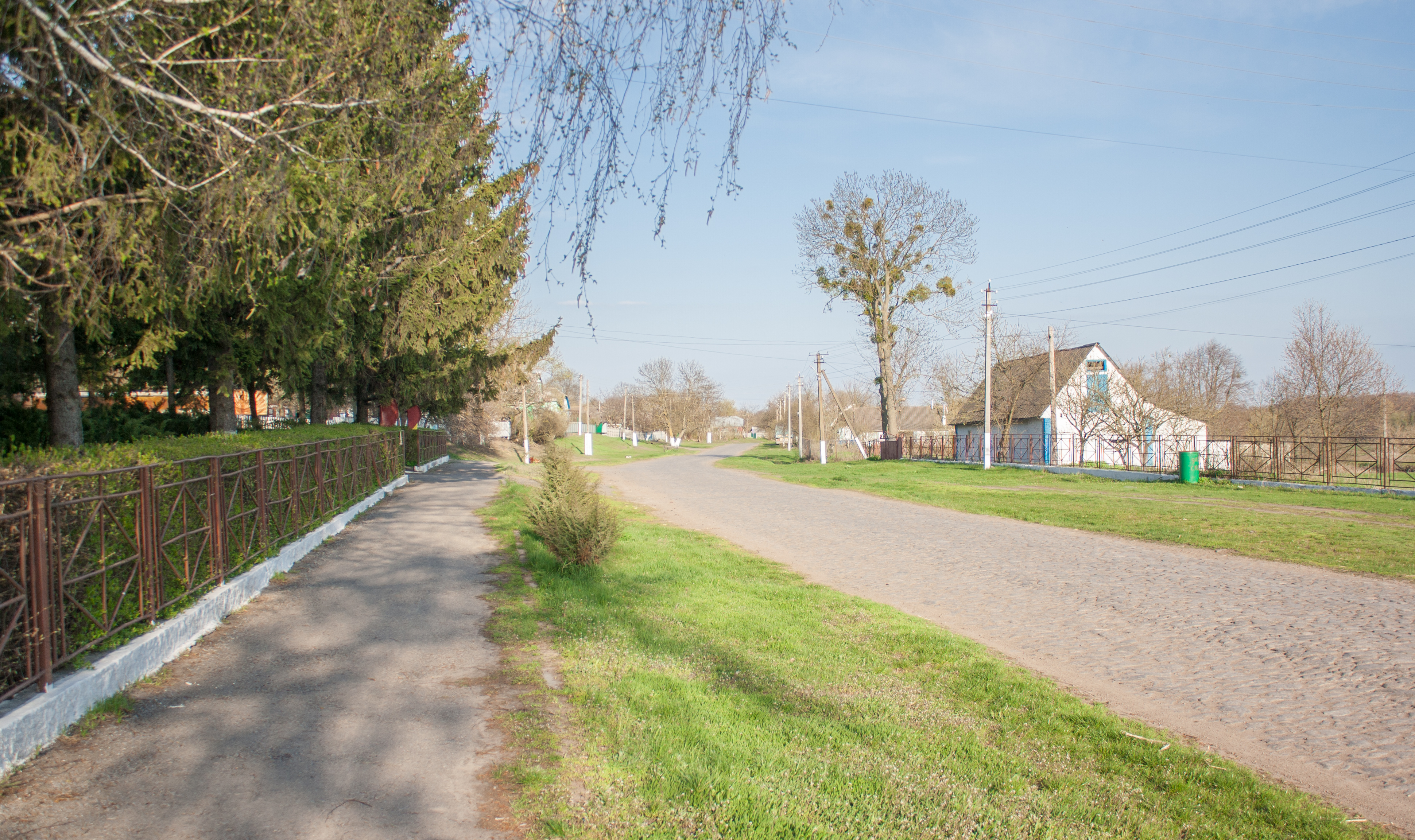
Вулиця Центральна
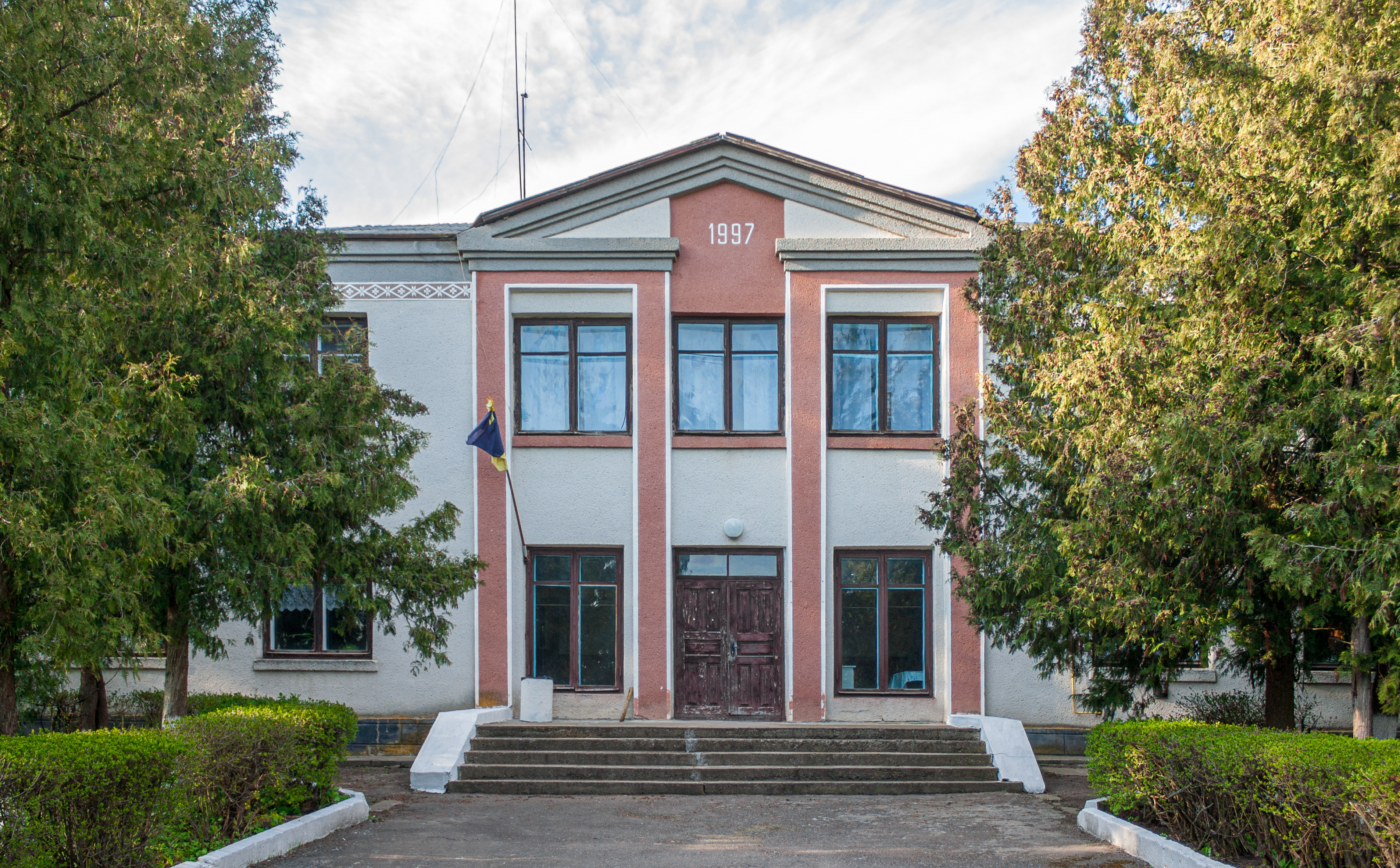
Сільська рада
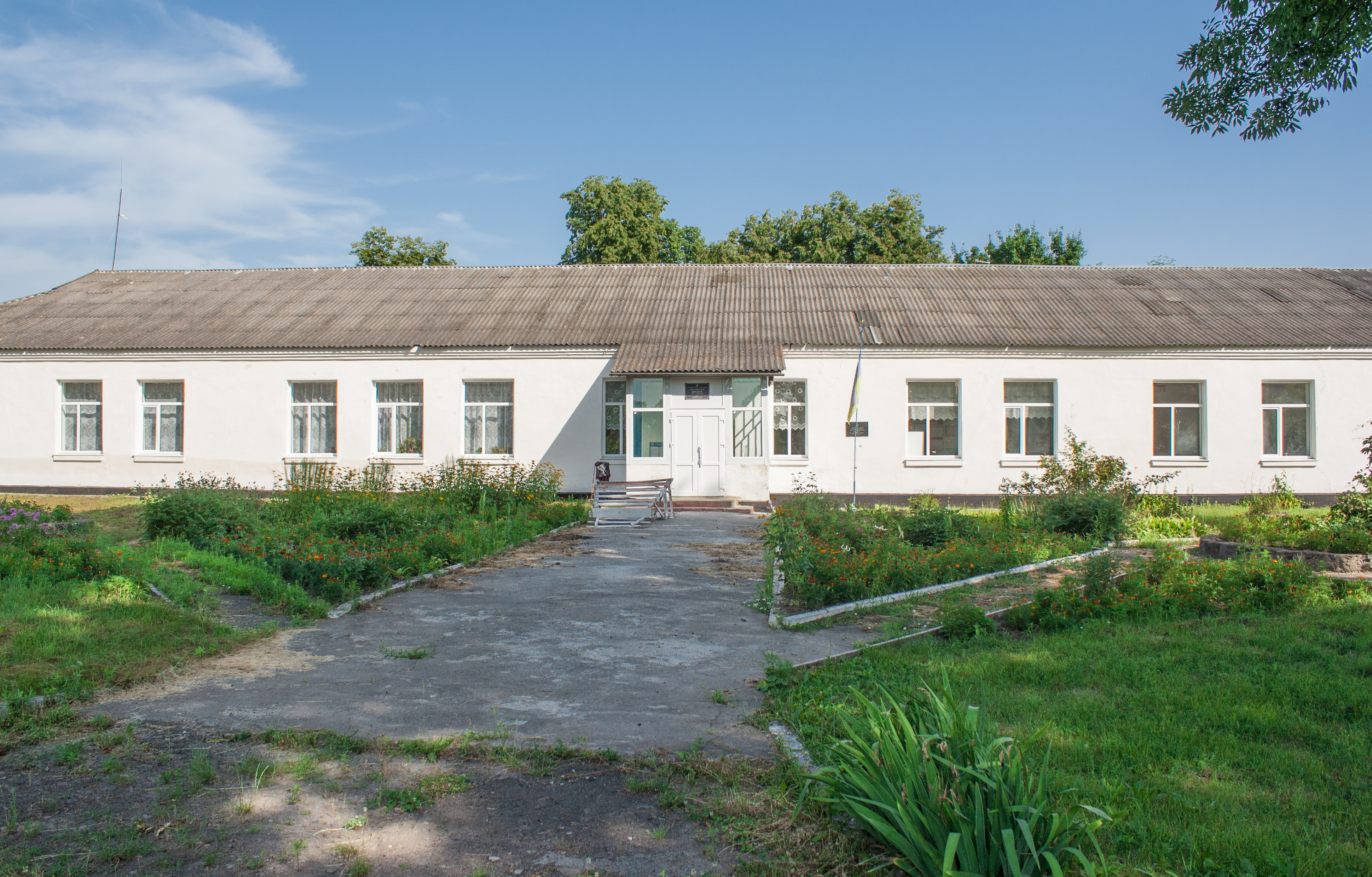
Школа
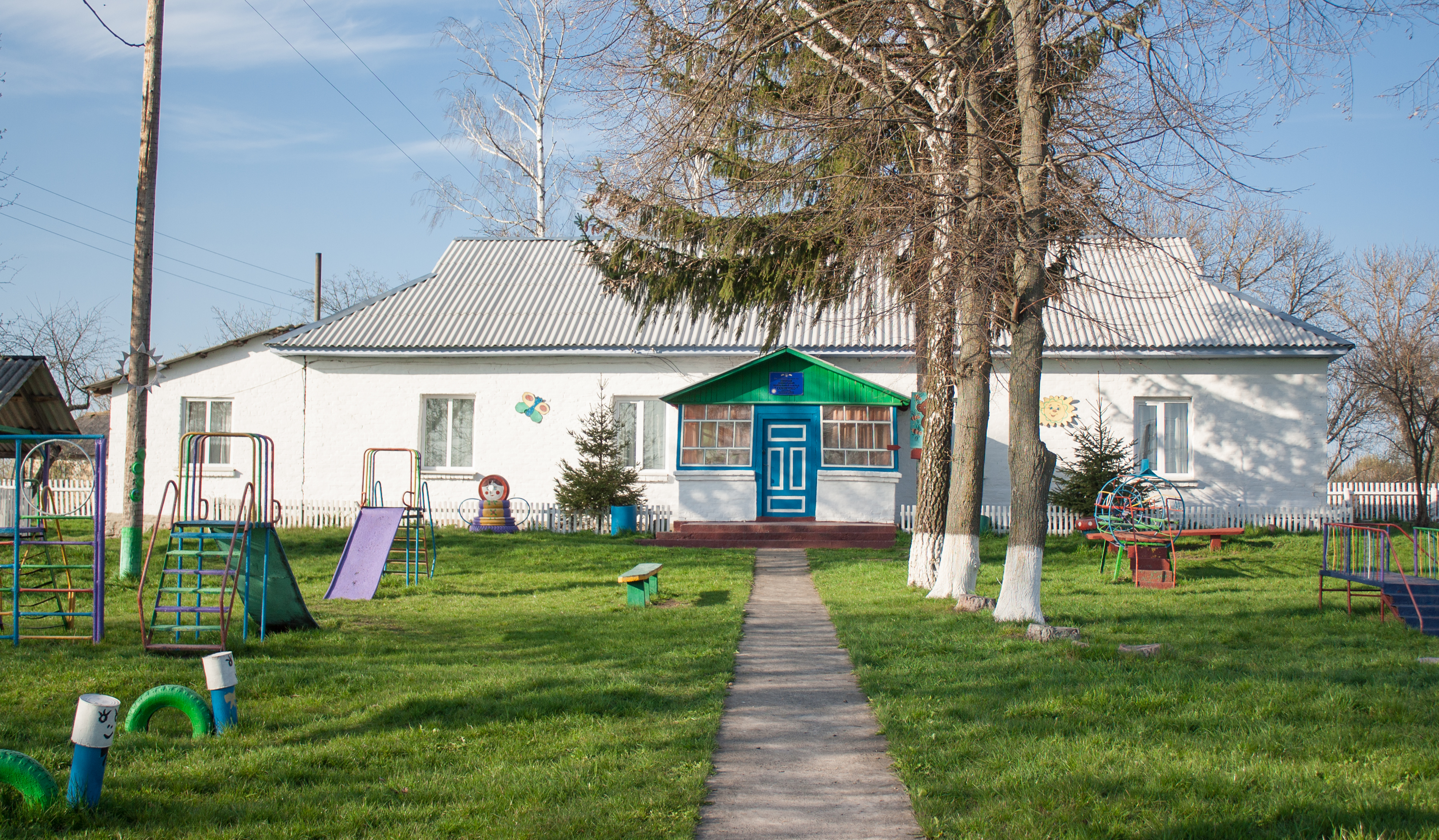
Дитсадок
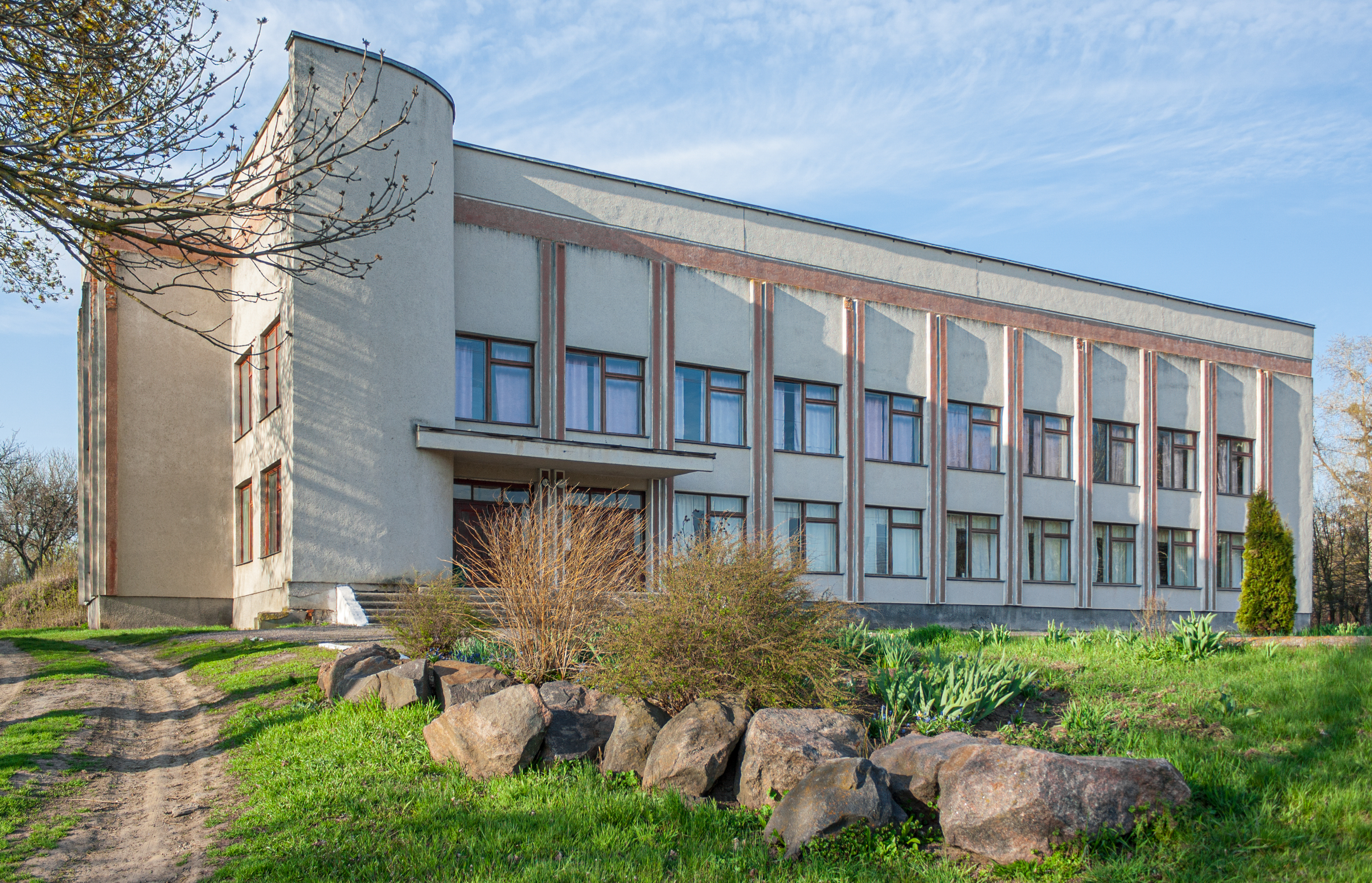
Будинок культури
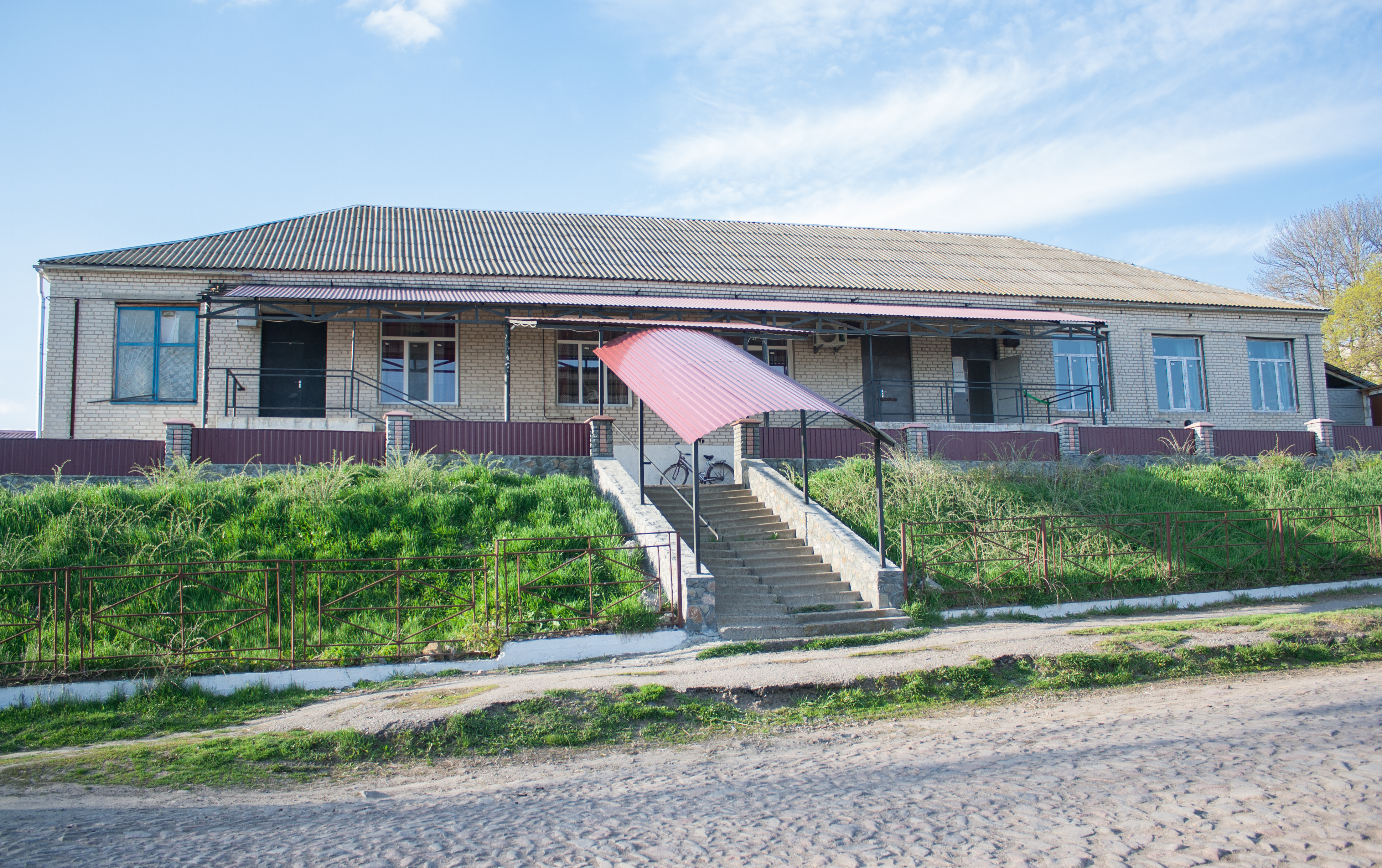
Магазин
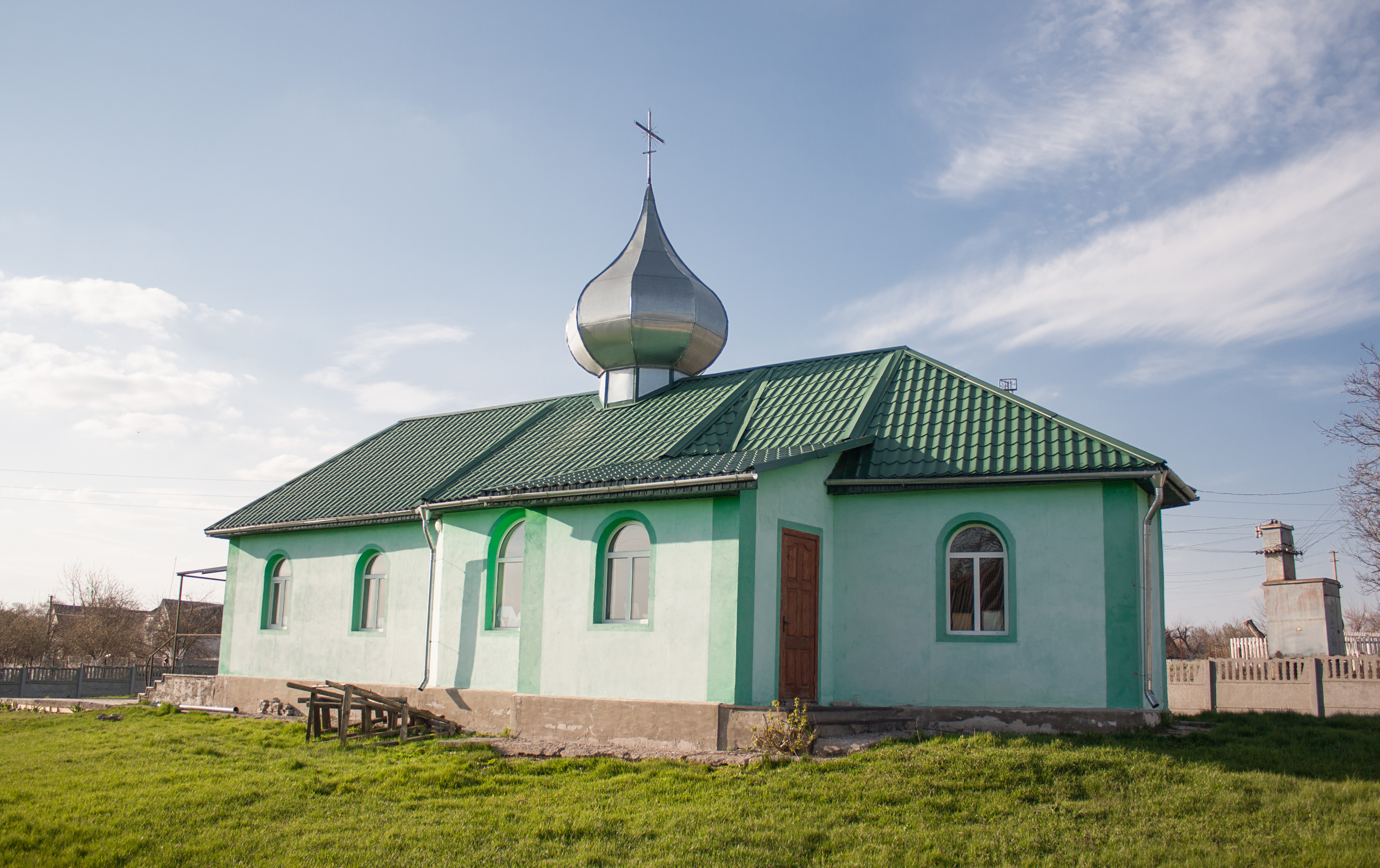
Церква
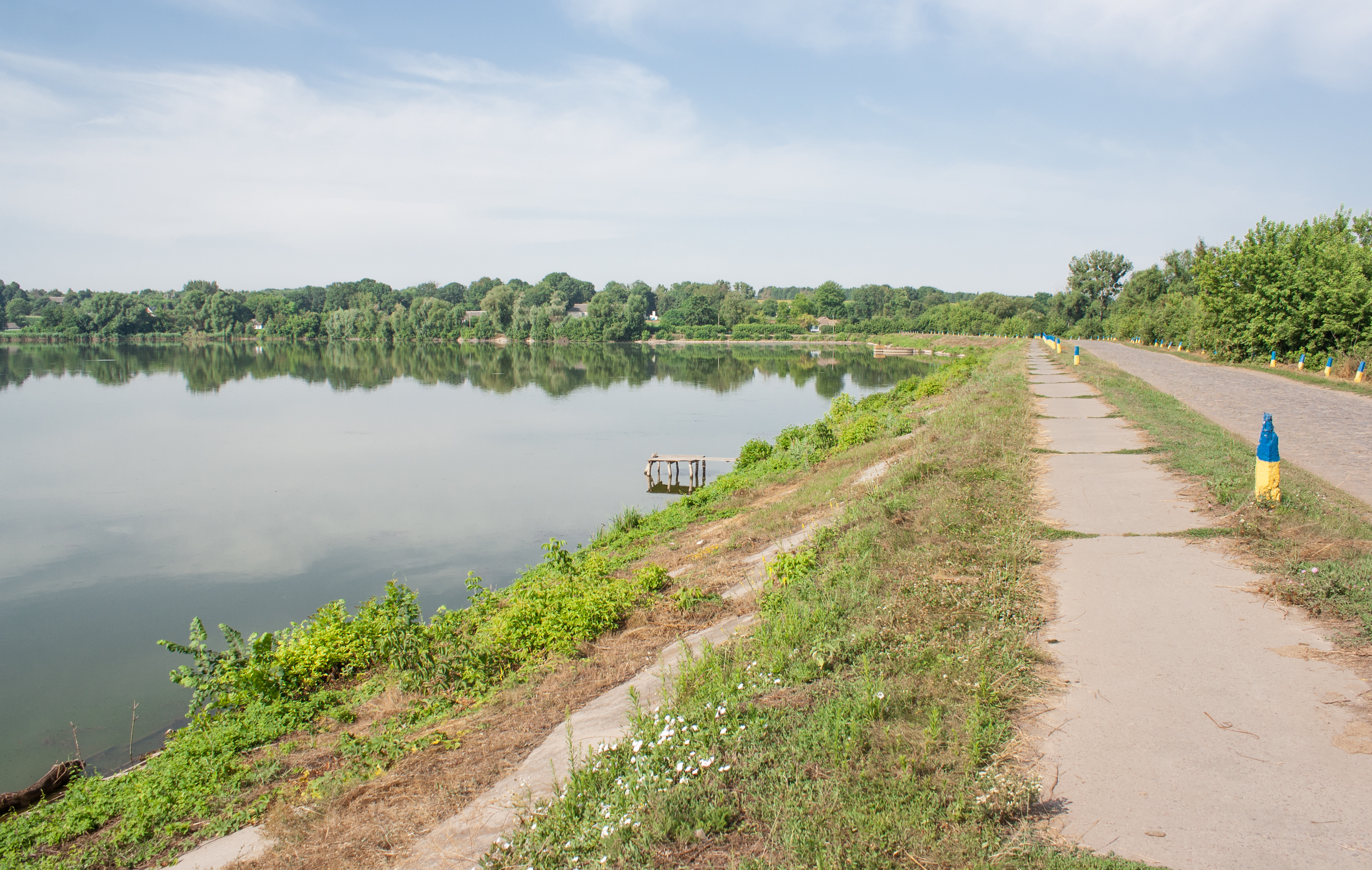
Ставок
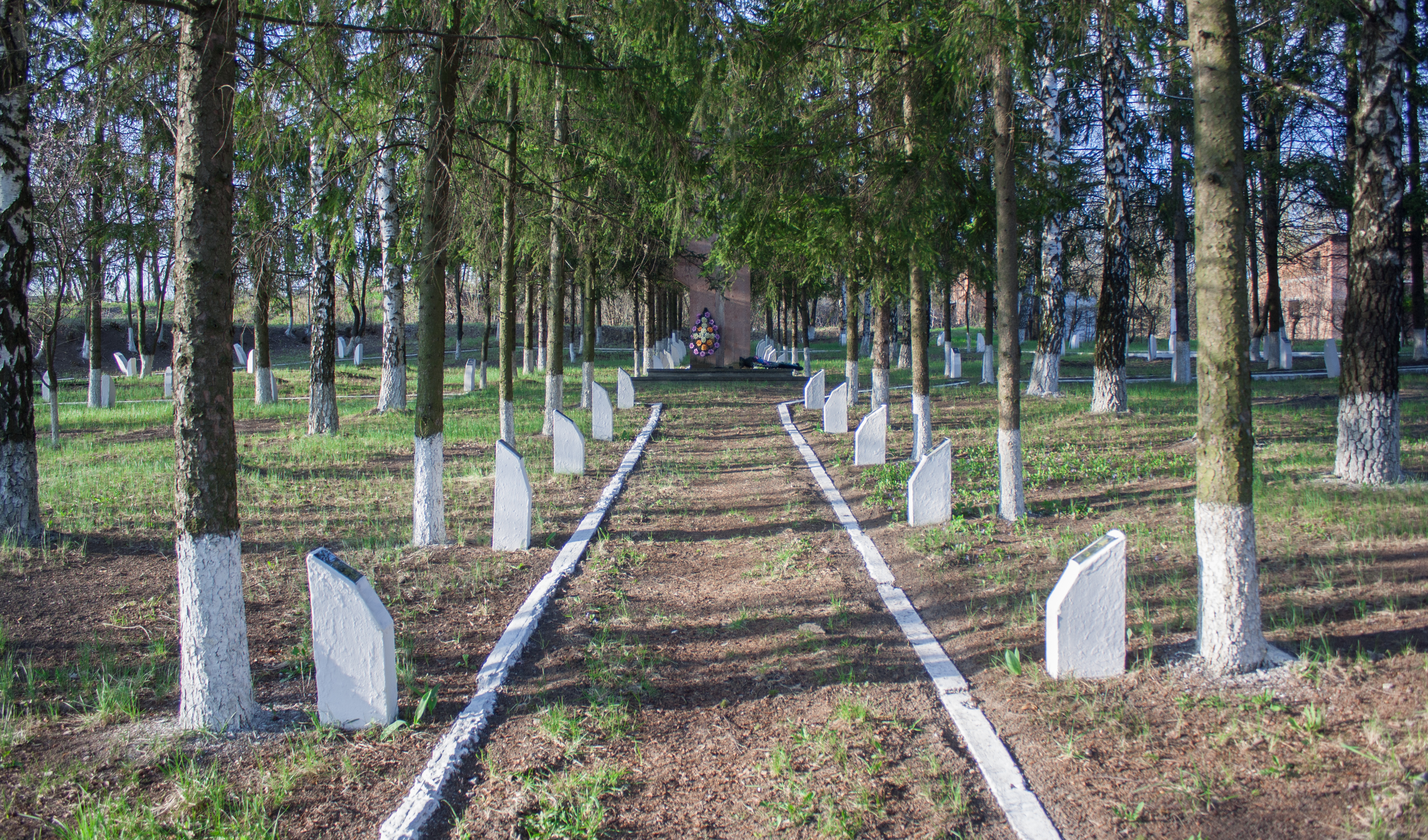
Алея пам'яті на честь воїнів-односельчан
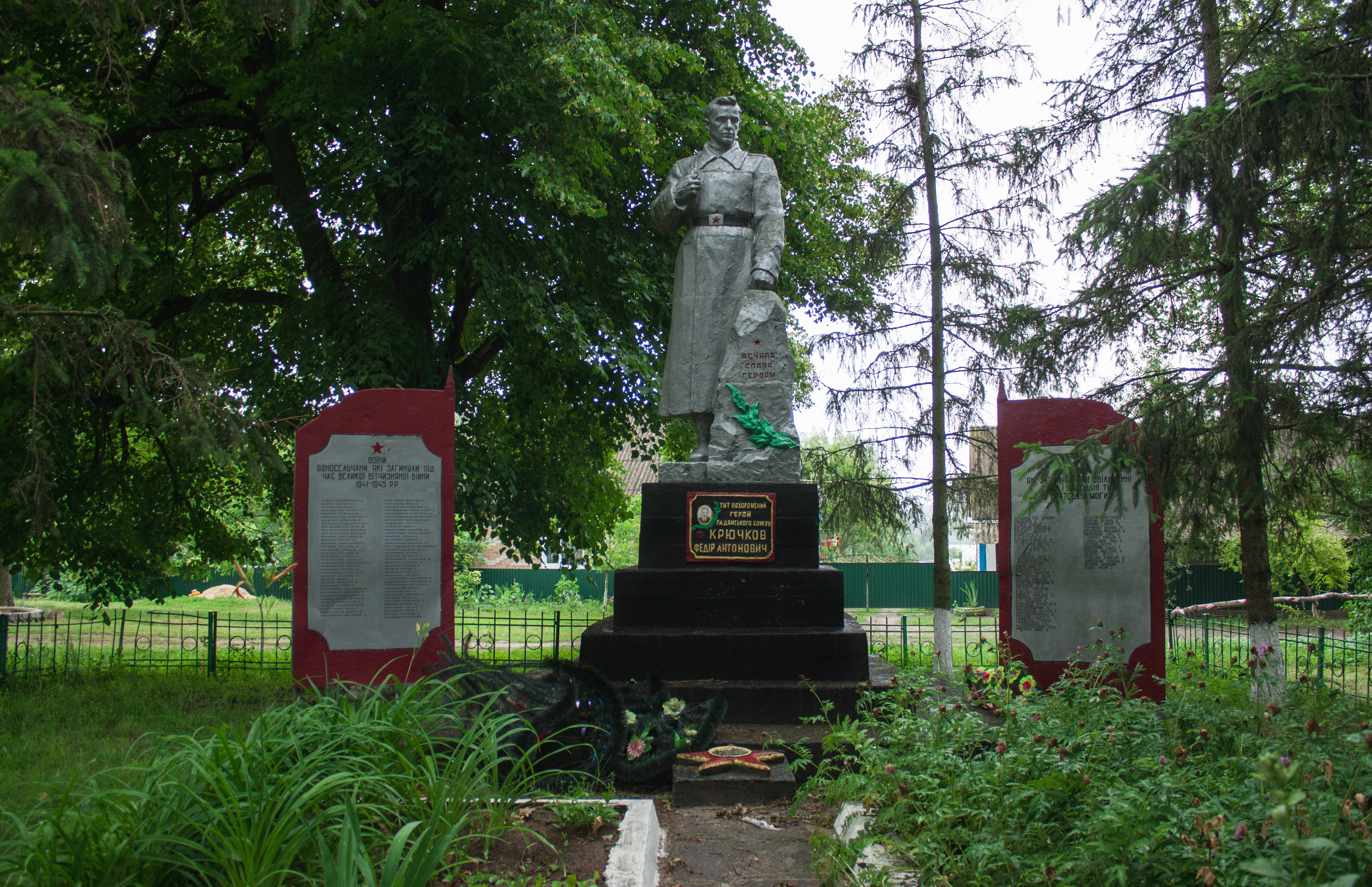
Братська могила радянських воїнів